# Чемшир
Чемширът (Buxus) е род от около 70 вида покритосеменни растения от семейство чемширови (Buxaceae). Общите имена включват „кутия“ (box) или „самшит“ (boxwood).

## Разпространение
Чемширите са местни в Западна и Южна Европа, Югозападна, Южна и Източна Азия, Африка, Мадагаскар, най-северна Южна Америка, Централна Америка, Мексико и Карибите, като по-голямата част от видовете са тропически или субтропични; само европейските и някои азиатски видове са устойчиви на замръзване. Центровете на разнообразие се срещат в Куба (около 30 вида), Китай (17 вида) и Мадагаскар (9 вида).

## Описание
Чемширите са бавнорастящи вечнозелени храсти и малки дървета, достигащи до 2 – 12 m (рядко 15 m) височина. Листата са противоположни, заоблени до ланцетни и кожести; те са малки при повечето видове, обикновено 1,5 – 5 cm дълги и 0,3 – 2,5 cm широки, но до 11 cm дълги и 5 cm широки при B. macrocarpa. Цветовете са малки и жълто-зелени, еднодомни и с двата пола, присъстващи на растение. Плодът е малка капсула с дължина 0,5 – 1,5 cm (до 3 cm при B. macrocarpa), съдържаща няколко малки семена.
- Съцветие с мъжки и женски цветчета (Buxus sempervirens)
- Клонка с отворени плодови капсули (Buxus sempervirens)
- Разрязани стебла (Buxus sempervirens)
- Buxus sinica

## Секции
Родът се разделя на три генетично обособени секции, всяка от които е в различен регион:
1. евразийски
2. африкански (с изключение на северозападна Африка) и мадагаскарски
3. американски

Африканските и американските секции са генетично по-близки един до друг, отколкото до евразийския.

## Селектирани видове

### Европа, северозападна Африка, Азия
- Buxus austro-yunnanensis (Yunnan box; southwest Китай)
- Buxus balearica (Balearic box; Balearic Islands, southern Spain, northwest Африка)
- Buxus bodinieri (Китай)
- Buxus cephalantha (Китай)
- Buxus cochinchinensis (Малайзия)
- Buxus colchica (Georgian box; western Caucasus; considered also a syn. of B. sempervirens)
- Buxus hainanensis (Hainan box; Китай: Hainan)
- Buxus harlandii (Harland's box; southern Китай)
- Buxus hebecarpa (Китай)
- Buxus henryi (Henry's box; Китай)
- Buxus hyrcana (Caspian box; Alborz, eastern Caucasus; considered also a syn. of B. sempervirens)
- Buxus ichangensis (Китай)
- Buxus latistyla (Китай)
- Buxus linearifolia (Китай)
- Buxus megistophylla (Китай)
- Buxus microphylla (Япониянски чемшир; Корея, Китай; long cultivated in Япония)
- Buxus mollicula (Китай)
- Buxus myrica (Китай)
- Buxus papillosa (western Himalaya)
- Buxus pubiramea (Китай)
- Buxus rivularis (Philippines)
- Buxus rolfei (Borneo)
- Buxus rugulosa (Китай, eastern Himalaya)
- Buxus rupicola (Малайзия)
- Обикновен чемшир (Buxus sempervirens) (Common box or European box; western and southern Europe, except far southwest)
- Buxus sinica (Chinese box; Китай, Корея, Япония)
- Buxus stenophylla (Китай)
- Buxus wallichiana (Himalayan box; Himalaya)

### Африка, Мадагаскар
- Buxus acuminata (Африка: Zaire; syn. Notobuxus acuminata)
- Buxus calcarea (Мадагаскарски ендимит)
- Buxus capuronii (Мадагаскарски ендимит)
- Buxus hildebrantii (eastern Африка: Somalia, Ethiopia)
- Buxus humbertii (Humbert's box; Мадагаскарски ендимит)
- Buxus itremoensis (Мадагаскарски ендимит)
- Buxus lisowskii (Конго)
- Buxus macowanii (Cape box; eastern and northern South Африка)
- Buxus macrocarpa (Мадагаскарски ендимит)
- Buxus madagascarica (Madagascan box; Madagascar, Comoros)
- Buxus monticola (Мадагаскарски ендимит)
- Buxus moratii (Madagascar, Comoros)
- Buxus natalensis (Natal box; eastern South Африка; syn. Notobuxus natalensis)
- Buxus nyasica (Malawi)
- Buxus obtusifolia (eastern Африка; syn. Notobuxus obtusifolia)
- Buxus rabenantoandroi (Мадагаскарски ендимит; syn. B. angustifolia GE Schatz & Lowry non Mill.)

### Северна и Южна Америка
- Buxus aneura (Куба)
- Buxus arborea (Ямайка)
- Buxus bartletii (Централна Америка)
- Buxus brevipes (Куба)
- Buxus citrifolia (Venezuela)
- Buxus crassifolia (Куба)
- Buxus ekmanii (Куба)
- Buxus excisa (Куба)
- Buxus heterophylla (Куба)
- Buxus imbricata (Куба)
- Buxus lancifolia (Мексико)
- Buxus macrophylla (Централна Америка)
- Buxus mexicana (Мексико)
- Buxus muelleriana (Куба)
- Buxus olivacea (Куба)
- Buxus pilosula (Куба)
- Buxus portoricensis (Puerto Rico)
- Buxus pubescens (Мексико)
- Buxus rheedioides (Куба)
- Buxus vahlii (Vahl's box or smooth box; Puerto Rico; syn. B. laevigata)

## Култивирани видове
- Buxus 'Green Velvet'
- Buxus microphylla var. koreana 'Winter Gem'

## Употреба

### Култивиране
Чемширените растения обикновено се отглеждат като жив плет (вкл. бордюр, лабиринт) и за топиария.

### Дърворезба
Благодарение на финия си строеж, чемширът е добро дърво за фина дърворезба, въпреки че това е ограничено от наличните малки размери. Освен това растението е устойчиво на цепене и нарязване и по този начин намира приложение при чисто декоративни или съхраняващи кутии. Преди това се използва за дървени гребени. Като дървен материал или дърво за дърворезба във всички разновидности на английския език е известен като „boxwood“.

### Музикални инструменти
Поради високата си плътност, устойчивост на нащърбване и сравнително ниската цена, чемширът се използва за изработка на части за различни струнни инструменти още от древността. Използва се най-вече за изработване на накрайници, облегалки за брадичка и настройване на колчета, но може да се използва и за различни други части.
- Белите парчета са чемширени, а черните са ебонизирани
- Скулптура от чемшир
- Английска чемширена флейта от 19 век
- Разсадник в Холандия
- Декоративен плет от чемшир

## Други
На чемшира са наречени улици в кварталите „Драгалевци“ (Карта) и „Симеоново“ (Карта) в София.

## Галерия
- Buxus sempervirens
- Buxus sinica
- Buxus henryi
- Buxus wallichiana
- Кора на Buxus sempervirens
- Кора на Buxus sempervirens